# Dark Star (filme)
Dark Star (br: Dark Star; pt: Estrela Negra) é um filme estadunidense de 1974, do gênero ficção científica, dirigido por John Carpenter.

## Enredo
Dark Star é uma espaçonave que esta em missão no espaço, durante vinte anos, com o objetivo de destruir planetas instáveis que ameaçam as rotas comerciais. Os problemas começam com o surgimento de um alienígena e, quando uma das bombas se recusa a cumprir sua missão.

## Elenco
- Brian Narelle.......Tenente Doolittle
- Cal Kuniholm.......Boiler
- Dre Pahich.......Talby
- Dan O'Bannon.......Sargento Pinback
- Adam Beckenbaugh.......Voz Bomba #20
- Nick Castle.......Alien
- Cookie Knapp.......Voz do computador/Mãe
- Joe Saunders.......Comandante Powell
- Alan Sheretz.......Voz Bomba #19
- Miles Watkins.......Watkins voz do controle da missão

## Premiações
- Indicado

Hugo Awards
Science Fiction and Fantasy Writers of America
- Ganhou

Academy of Science Fiction, Fantasy & Horror Films